# Pelsőc
Pelsőc (szlovákul Plešivec) község Szlovákiában, a Kassai kerület Rozsnyói járásában. 

## Fekvése
Rozsnyótól 16 km-re délnyugatra, a Sajó partján, a magyar államhatár közelében fekszik.

## Élővilága

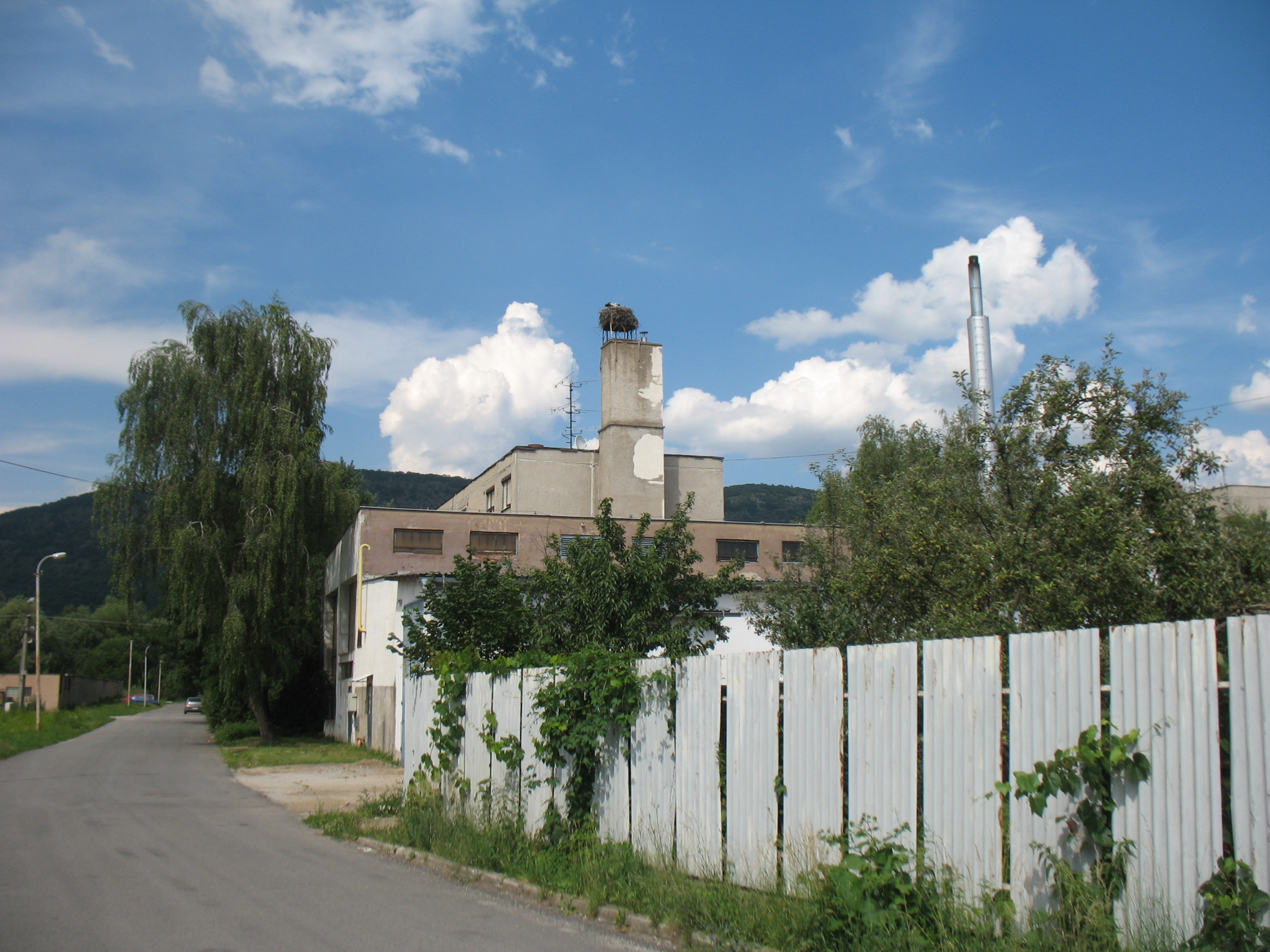
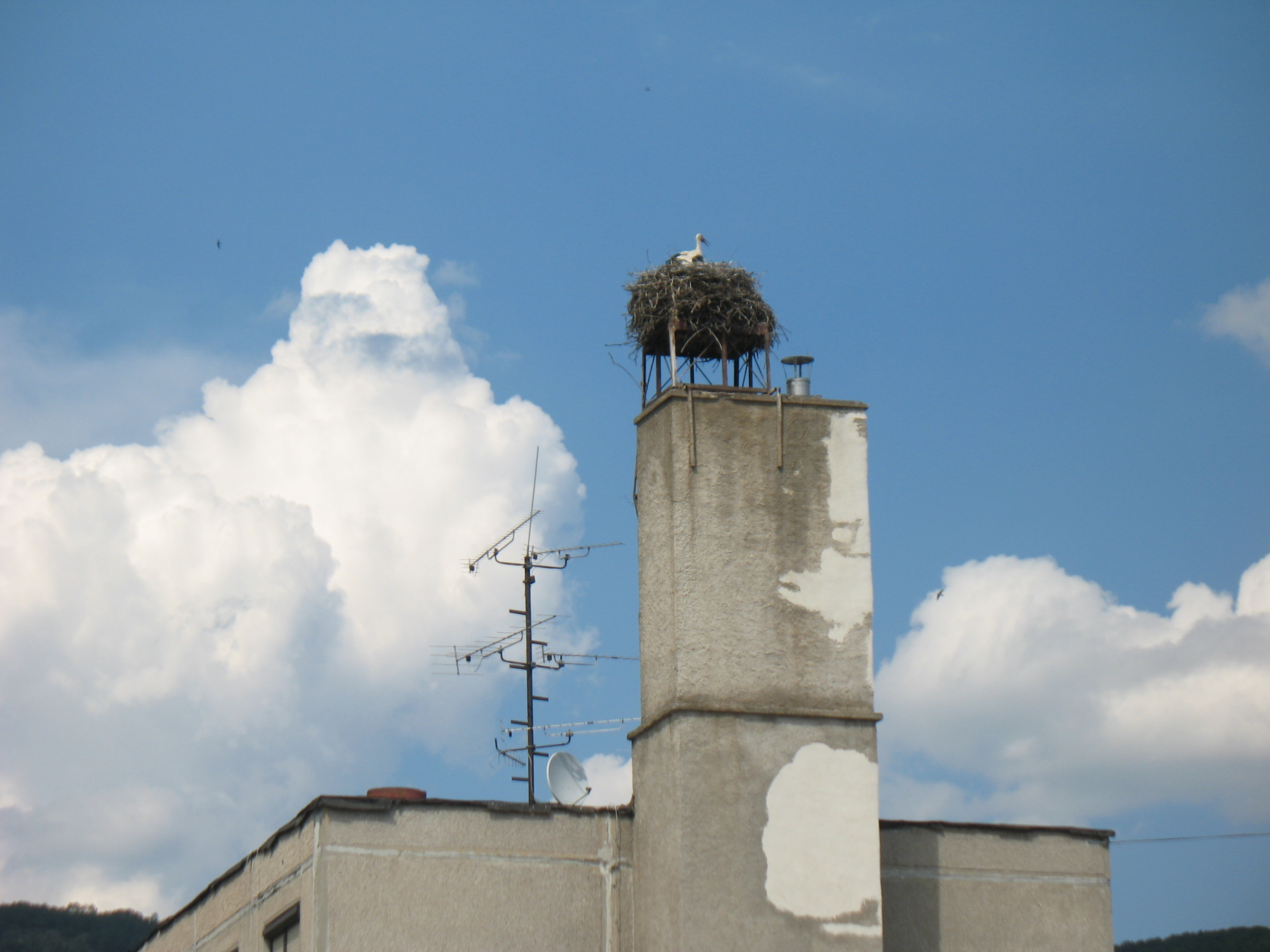

Pelsőcön egy gólyafészket tartanak nyilván. 2014-ben 2 fiókát számoltak össze.

## Nevének eredete
Neve a szláv pleš (= kopár) melléknévből ered, jelentése tulajdonképpen kopár hely.

## Története
A falu egy régebbi település helyén alakult ki a 11. században. Birtokosa ekkor a Miskolc nemzetségbeli Bors ispán volt, kinek halála után, 1243-ban IV. Béla a területet az Ákos nemzetségnek, a Bebek család ősének adományozta, hogy azon várat és kolostort építsenek. Ebben az adománylevélben említik először „Plesuck" néven. 1317-ben „Plesouch", 1320-ban „Plysouch", 1328-ban és 1337-ben „Plesewch" néven szerepel az írott forrásokban. A 13. század végén vámszedőhely volt itt. A városka a 14. század elején kapta kiváltságait, 1328-ban városi rangot és vásártartási jogot kapott. 1427-ben 52 portával adózott a Bebek családnak.
Vára a 13. században épült, a török időkben végvár lett. 1558-ban a török a várossal együtt elfoglalta, kirabolta és felgyújtotta. Sorsa 1567-ben pecsételődött meg, amikor Schwendi Lázár császári fővezér leromboltatta, azóta rom. Ezután a település több nemesi család tulajdonában állt. A 16. és 17. században sokat szenvedett a hadak pusztításaitól. 1570-ben a török pusztította el, ettől kezdve a füleki bégnek is fizetett adót. A 17. században a császári katonaság dúlta fel. 1688-ban jobbágyai 12 egész és 15 fél porta után adóztak. Az 1773-as urbárium szerint 50 polgár és 32 zsellércsalád lakta.
A 18. század végén Vályi András így ír róla: „PELSŐCZ. Plesovce, Plesnicz. Magyar Mezőváros Gömör Vármegyében, földes Ura Szeremley Uraság, lakosai katolikusok, és többen reformátusok, fekszik Sajóvize mentében, Rosnyóhoz két mértföldnyire, ’s a’ Vármegyének itten tartatni szokott Gyűlései nevezetesítik; Csoltóhoz is közel. Pelsőcz Kanyári, és a’ Pelsőczi hegy alatt való Vas Hámorokkal együtt, határbéli földgyeik közép termékenységűek, legelőjök jó, és elég, fájok van mind a’ kétféle, vásárjaikból kevés jövedelmek van, piatzozások egy, két mértföldnyire, vannak vashámorjai, meszet, és szenet is égetnek, első osztálybéli."
1828-ban 108 házában 853 lakos élt. Lakói mezőgazdaságból, mészégetésből éltek. A várost 1849-ben az oroszok égették fel.
A 19. század közepén Fényes Elek eképpen írja le: „Pelsőcz (Pleisnicz, Pleschivecz), magyar m.-város, Gömör vmegyében, egy termékeny térségen, a csetneki és rosnyói Sajó összefolyásánál; Rosnyóhoz délre 1 1/2 mfdnyire. – Azon magasságra nézve 2-dik osztálybeli hegyláncz, melly pelsőczinek neveztetik, itt ér véget. – Van 931 ref., 25 evang., 184 kath. lakosa, s ref. szentegyháza. A vármegye közgyüléseit itt tartotta. Szántóföldei s rétjei bőtermékenységüek; a lakosok szép szabadságokkal (a többi között vérhatalmi és vásári joggal.) élnek, s különféle mesterségeket folytatnak. – Hajdani várát 1567-ben Svendi Lázár hányatta széjjel, mint fentebb láttuk a Bebek György hütlensége miatt, melly nemzetségnek IV. Béla király ajándékozta több helységekkel együtt 1242-ben. Az 1849-ki magyar forradalomban leégett."
Borovszky monográfiasorozatának Gömör-Kishont vármegyét tárgyaló része szerint: „Pelsőcz, a pelsőcz-murányi vasútvonal kiinduló pontján fekvő magyar nagyközség, 341 házzal és 2099, túlnyomó számban ev. ref. vallású lakossal. E községet a pápai tizedszedők jegyzéke Plusuti eltorzított alakban említi. Egyébként honfoglaláskori telep, melyet Bors vezér utódai bírtak. IV. Béla 1242-ben a Bebek családnak adományozza, a kik itt a már akkoriban fennálló régi vár helyett újat építenek. 1328-ban már a város szabadalmairól is tudunk. Ekkori földesura Bebek Domokos volt. 1408 előtt Bebek László volt az ura, a kinek a síremléke az itteni református templomban ma is 78látható. 1427-ben a város Pelseuch és Pelsewz néven van említve. Hetivásárjogát I. Károlytól kapta. 1558-ban a törökök a várat a várossal együtt elpusztították. Bebek Kata, Perényi Ferencznek a neje lett és ezen az úton lettek a Perényiek, és azután a Rákóczyak az uradalom birtokosai. 1716-ban kezdték építeni a vármegyeházát és három évvel később tartották itt az első megyegyűlést. A pelsőczi várat I. Ferdinánd végvárnak nyilatkoztatta. Ekkor a várnak még fennálló része a pelsőczi Szeremley családé volt. 1788-ban nyert ismét országos és hetivásárjogot. 1806 aug. 15-én József nádor utazott át a városon és egy éjtszakát töltött a falai között. Ez időben Pleisnicz és Plesivecz német és tót néven is szerepel. Hajdani várának ma már alig van valami nyoma. A község határában, a Nagyhegyen, kb. 45 öl mélységű ú. n. csengő lyuk van, mely onnan veszi a nevét, hogy ha követ dobnak az üregbe, úgy cseng mintha üvegfalakhoz ütődnék. 1887-ben egy társaság megkisérlette az üreg átkutatását és abban szép cseppköveket talált, de belsejébe hatolni nem tudott. A lakosok iparegyesületet, olvasókört és dalegyletet tartanak fenn. Itt van közel az első magyar papiripar r.-t. nagyszabású gyára és a gömöri faipar részvénytársaság nagy gyártelepe, továbbá az elmegyengék intézete, a Miklóssy-féle aczélműgyár és egy nagyobb mészégető gyár. Mindezekről más helyen, bővebben van szó. A községben két templom van. A református templom az árpádházi királyok korából való építmény. A katholikus pedig a réginek a helyén 1901-ben épült. A vármegye ódon, emeletes székháza most a fa-ipartársaság tulajdonában van. A község 1849-ben teljesen leégett. A községházán több, a város szabadalmaira vonatkozó oklevelet őriznek. Pelsücz környékén hajdan több község feküdt, melyeknek ma már nyomuk sincsen. Ezek közé tartozik Hermánháza, mely 1427-ben, Géczpataka, mely ugyanakkor és Chirk, mely már valamivel előbb szintén mint a Bebekek birtoka szerepel. A községhez tartoznak még Nagyhegy, Czibur, Óhámor, Czigány és Veczk telepek. Van saját postája, távírója és vasúti állomás."
A 19. század végén a vasútépítés adott munkát a lakosoknak. A trianoni békeszerződésig Gömör-Kishont vármegye Rozsnyói járásához tartozott, ezután a csehszlovák állam része lett. Fejlődött faipar, mészégető és téglagyár működött a településen. Az első bécsi döntés értelmében 1938-ban visszacsatolták Magyarországhoz. A Blum Sámuel által 1896-ban alapított elmegyógyintézet az 1930-as évek végéig működött a községben, melynek épületében 1940. április 1-je és szeptember 30-a között a magyar kormány lengyel katonai menekülttábort tartott fenn, a Lengyelország német-szovjet-szlovák megszállása elől menekülő katonák befogadására. Az épület falai között 1943-ban hadikórházat létesítettek. A Pelsőci Magyar Királyi Honvéd Tüdőbeteg Hadikórház 1944. október 15-éig látta el feladatát. Az ott elhunyt 82 magyar és 5 lengyel katona helyi temetőben fekvő sírjait egykoron fakereszttel jelölték, azon az elhunyt katona nevét, születési és halálának évét feltüntető fémtáblácskák örökítették meg emléküket. Magyar lakossága az 1941. évi 87%-ról az 1945 utáni kitelepítések következtében 49%-ra csökkent.

## Népessége
| Év:            | 1994. | 2004.   | 2014.   | 2024.   |
| -------------- | ----- | ------- | ------- | ------- |
| Emberek száma: | 2373  | 2417    | 2313    | 2160    |
| Eltérés:       |       | +1,85 % | -4,30 % | -6,61 % |

| Év:            | 2023. | 2024.   |
| -------------- | ----- | ------- |
| Emberek száma: | 2178  | 2160    |
| Eltérés:       |       | -0,82 % |

1910-ben 2393-an, túlnyomórészt magyarok lakták.
2001-ben 2447 lakosából 1204 magyar és 1076 szlovák.
2011-ben 2405 lakosából 1219 szlovák, 1031 magyar, 57 cigány, 13 cseh és 76 ismeretlen nemzetiségű.
2021-ben 2225 lakosából 1161 szlovák, 818 magyar (36,7%), 21 cigány, 10 cseh, 4 ukrán, 2 német, 2 lengyel, 2 vietnami, 1 román, 1 osztrák, 1 olasz, 1 ír, 1 egyéb, 200 ismeretlen nemzetiségű.

## Nevezetességek

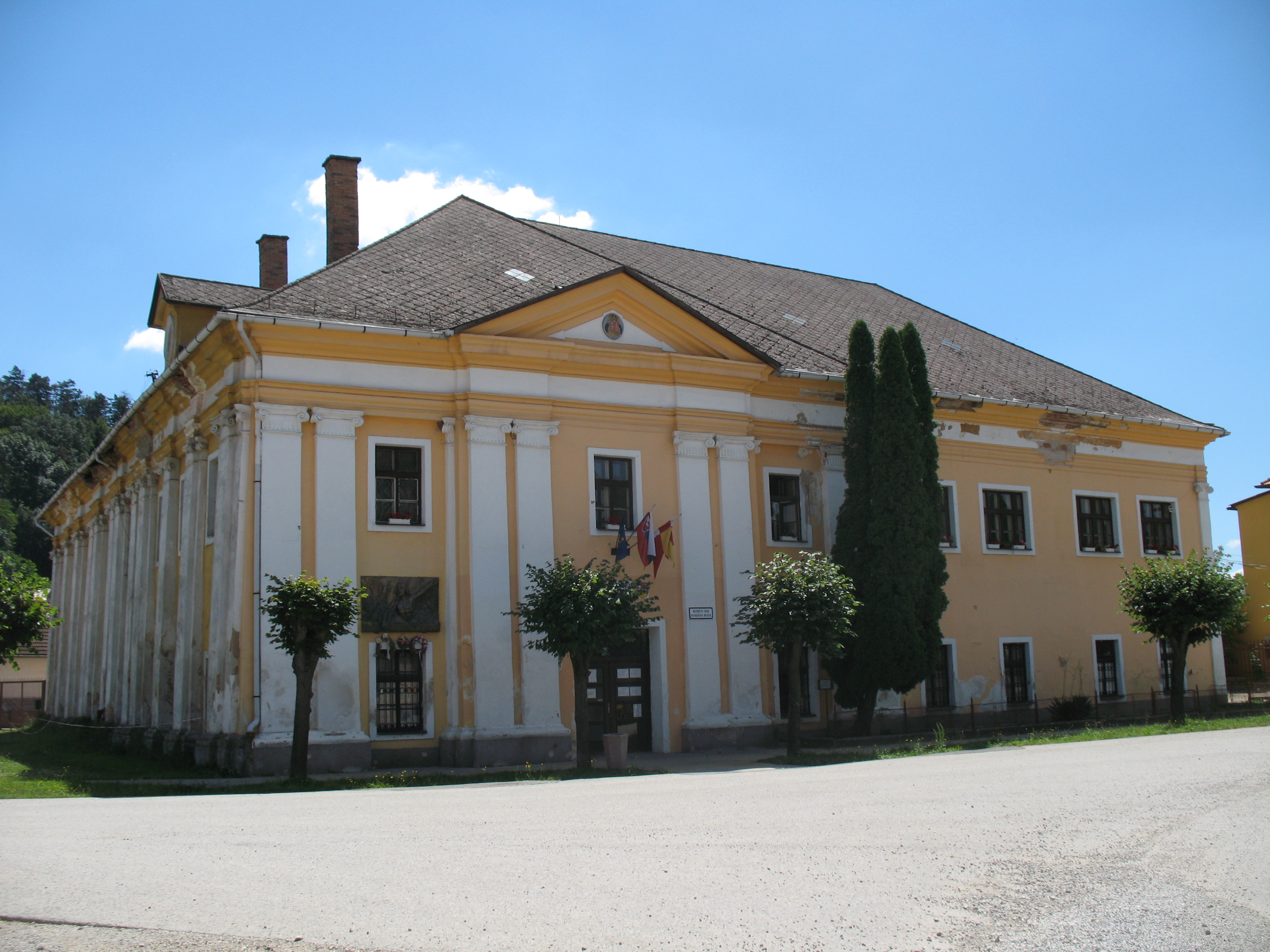
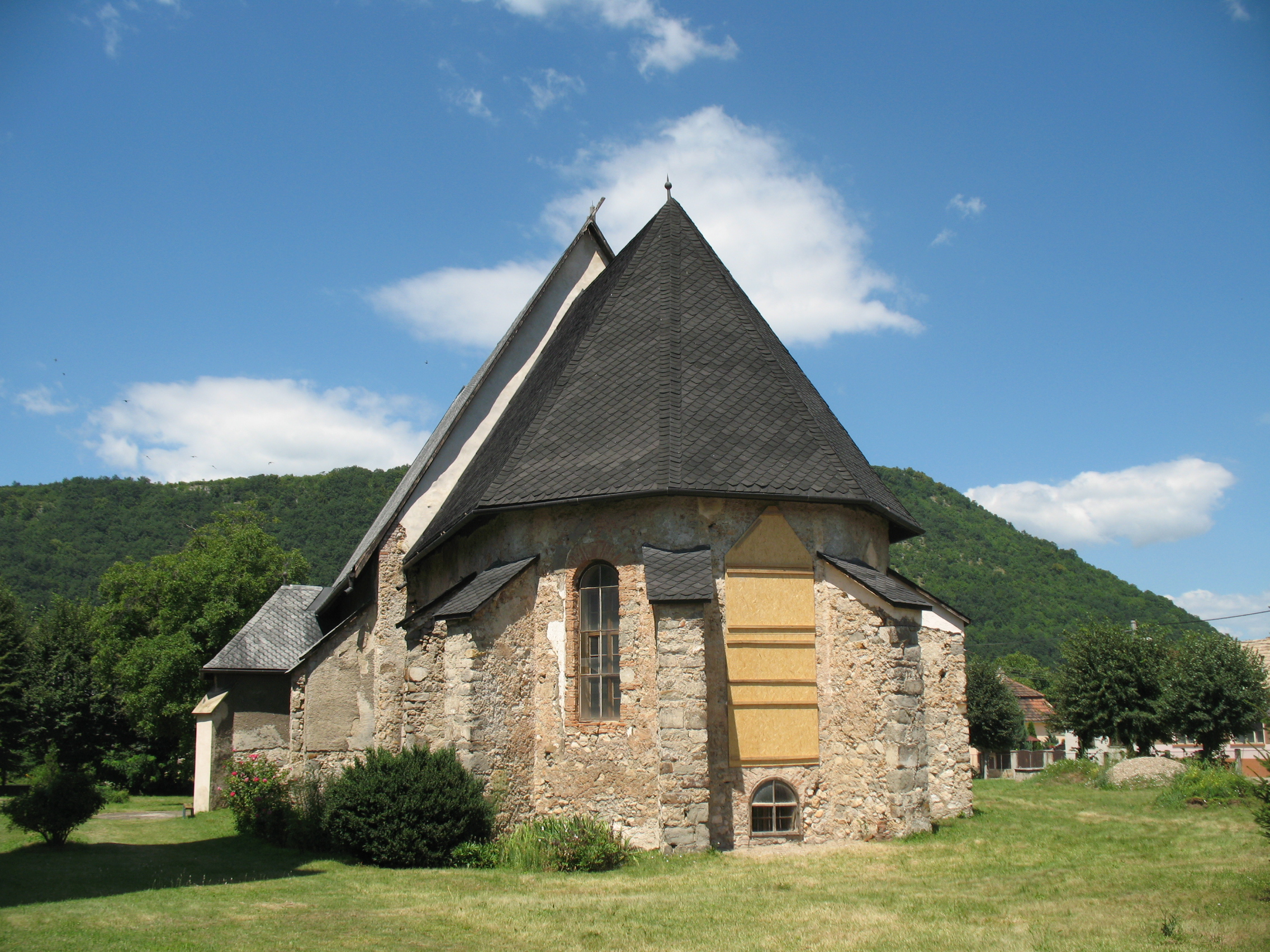
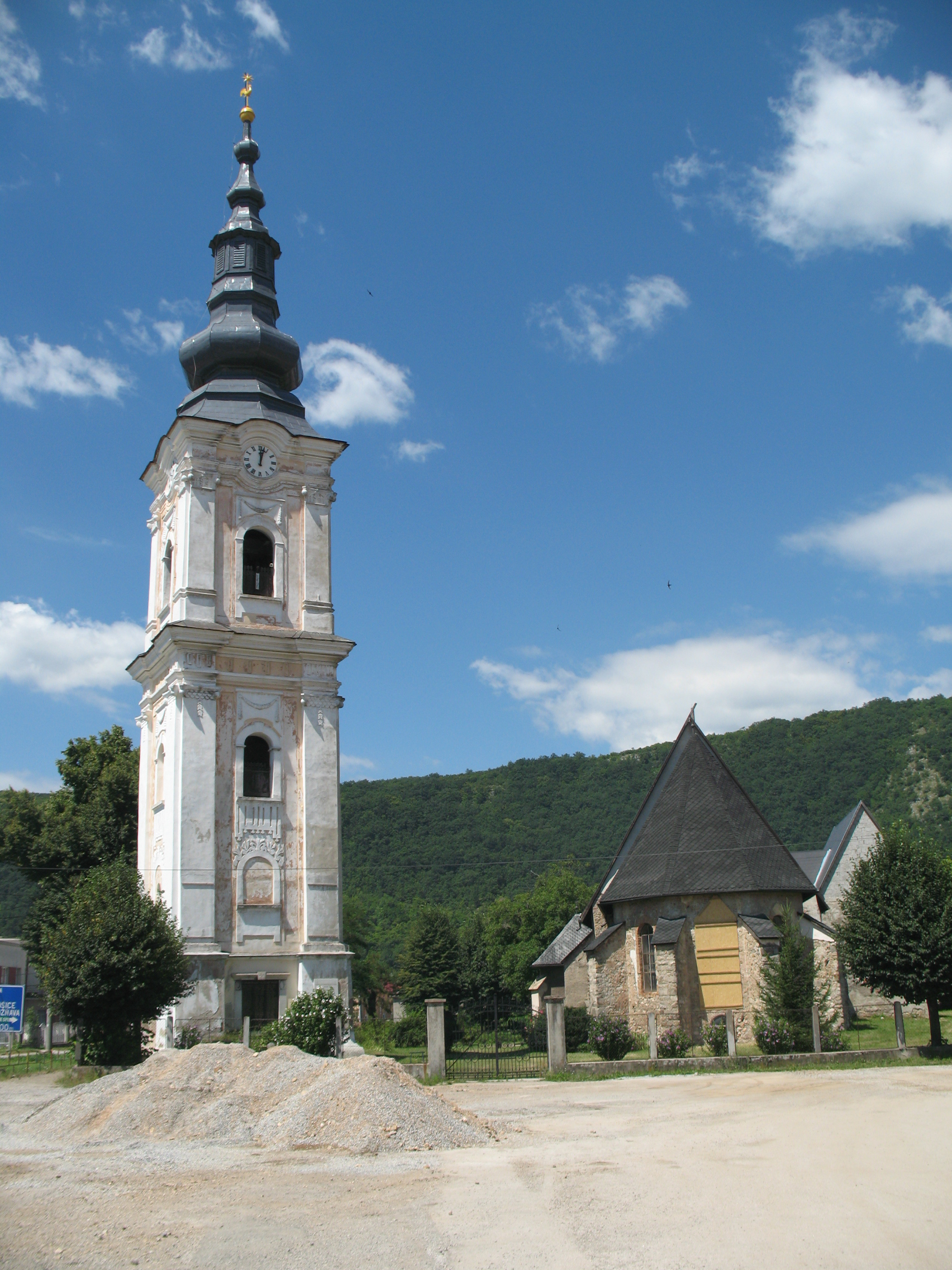
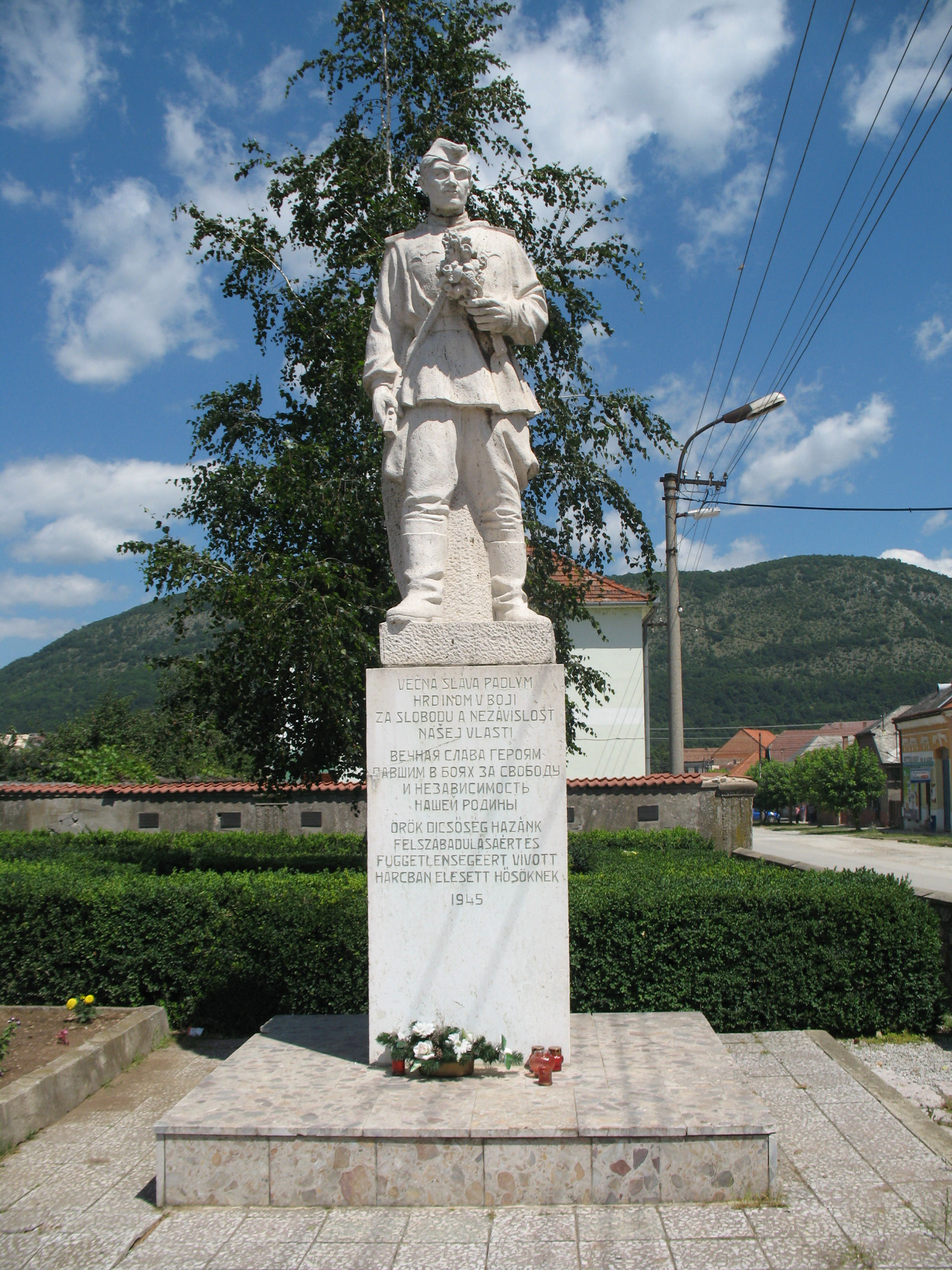
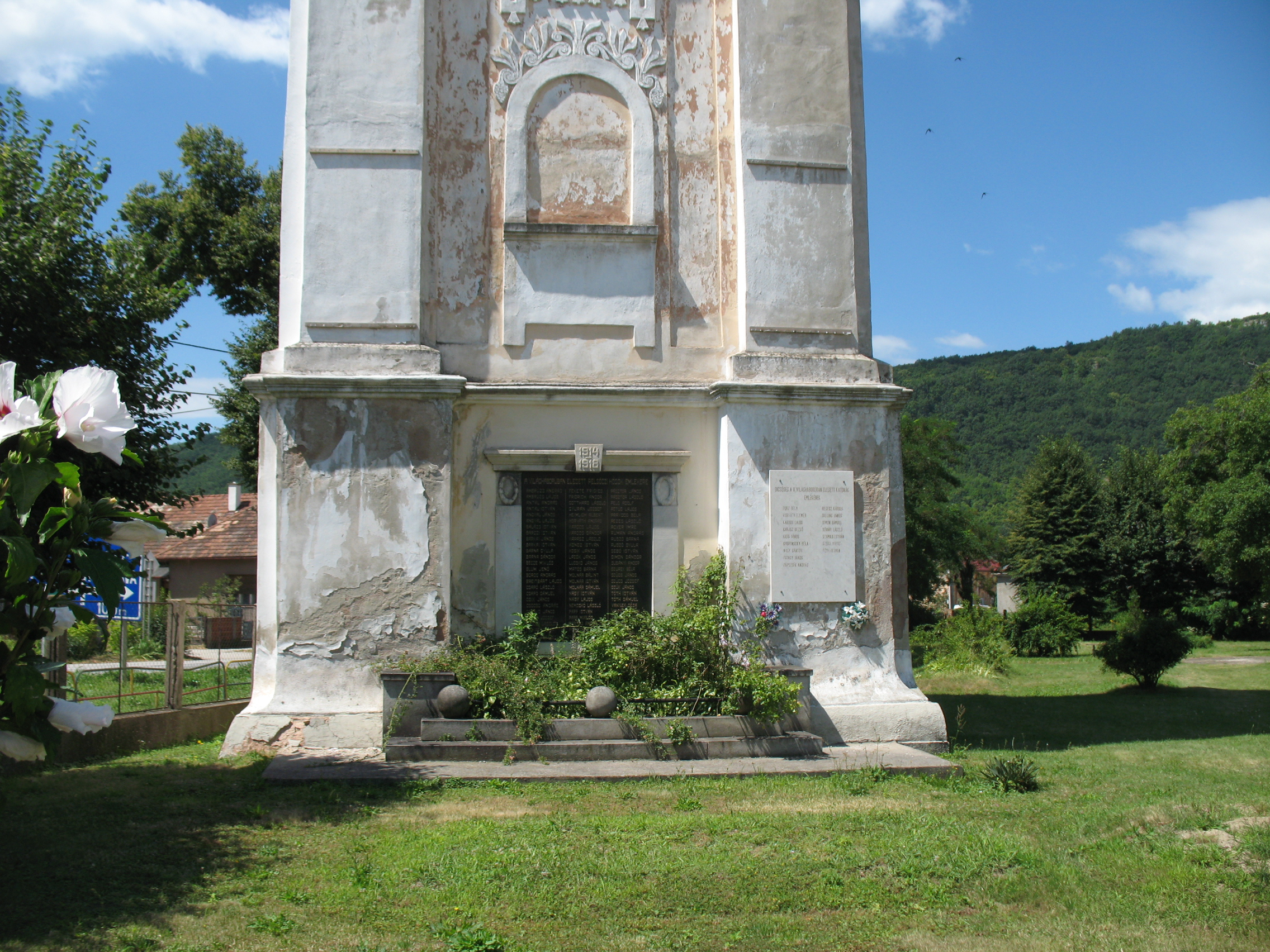
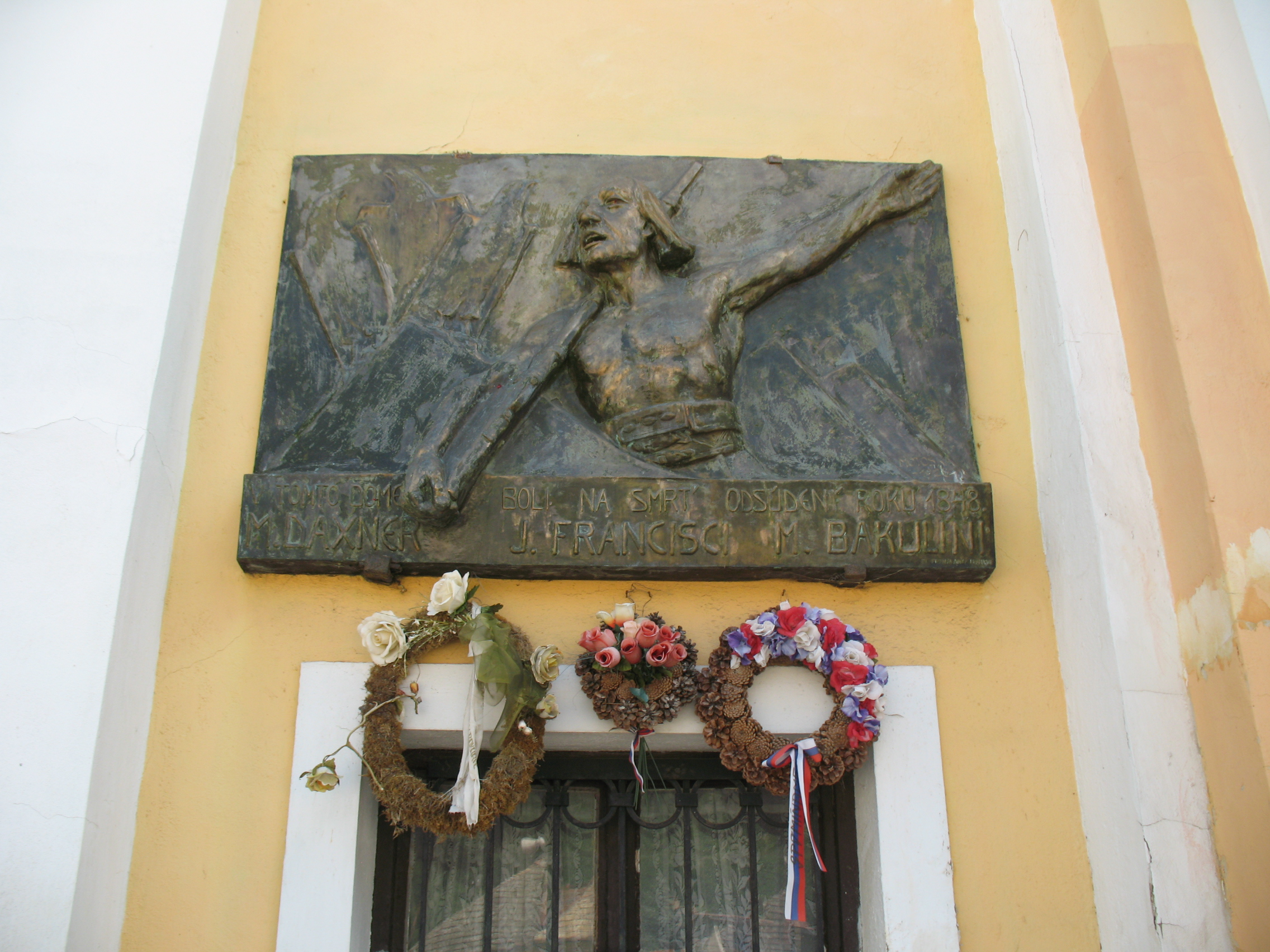

- Várának romjai a várostól északkeletre emelkedő, 427 m magas hegyen állnak.
- Gótikus eredetű 13. századi református templomát négytornyos erődített fal vette körül, amely részben fennmaradt. 1617-ben reneszánsz stílusban építették át. A Bebek család temetőkápolnája a 16. század végén készült késő gótikus stílusban, benne a család síremlékei láthatók. Tornya 1807-ben készült klasszicista stílusban.
- Az egykori megyeháza 1720-ban épült barokk stílusban.
- Fridrik András, Fridrik Vilmos, Szarvas János, Szentpéteri Sámuel, Kiss Pál és Juhász János nemzetőrök, az 1848–49-es forradalom és szabadságharc résztvevőinek síremlékei a temetőben.
- Rudnay Gyula emléktábla.
- Az UNESCO Világörökség listájára az Aggteleki-karszt és a Szlovák-karszt barlangjai részeként felkerült barlangok (például a Csengő-zsomboly és a Vaddisznó-zsomboly).

## Kultúra
- Pelsőci Női Kórus.
- Kardos László helytörténész Százötven éves márciusunk című könyve a szabadságharc Felső-Gömöri eseményeinek és azok résztvevőinek állít emléket. A mű 1998-ban jelent meg, ünnepélyes bemutatása a község első írásos említésének 755. évfordulója alkalmából rendezett ünnepségek keretében történt.

## Neves személyek
- Itt született 1672-ben Pelsőczi Kovács János református lelkész, az Erdélyi református egyházkerület püspöke.
- Itt született 1816-ban Cservenák Benjámin evangélikus teológushallgató.
- Itt született 1878. január 9-én Rudnay Gyula festőművész.
- Itt született 1923. május 24-én Dénes György († 2007. szeptember 14., Pozsony) költő, műfordító.
- Itt hunyhatott el Nádudvari Sámuel 1740 körül református lelkész, egyházi író, kollégiumi tanár.
- Itt hunyt el 1906-ban Szentpéteri Sámuel református esperes lelkész.
- Itt élt Fazekas Árpád, politikus.

## Testvérvárosa
- Alsózsolca